# Dezvoltator web
În domeniul informaticii, un dezvoltator web (engleză web developer), este o figură profesională care se ocupă cu dezvoltarea aplicațiilor web, în special dezvoltarea codului sursă de programare, optimizarea bazelor de date și a limbajelor de marcare prin intermediul tehnicilor de programare web.

## Descriere
Un dezvoltator web lucrează în echipe cu figuri precum web designeri, webmasteri și manageri de conținut web. Un dezvoltator web se ocupă în principal de asamblarea, structurarea și automatizarea unui site. În general, dezvoltatorul de web se poate baza pe cunoștințe mult mai tehnice decât celelalte figuri din industrie. Un dezvoltator web trebuie să dețină cunoștințe specializate legate de protocoale de rețea, servere web și formele lor principale, baze de date, securitatea calculatoarelor și limbaje de programare, precum și cunoștințe avansate a celor mai comune limbaje de marcare pe web. Foarte des dezvoltatorii web sunt, de asemenea, designeri web, sau au fost în trecut.
Cu dezvoltarea web se poate înțelege dezvoltarea unei pagini web simplă, statică, sau dezvoltarea celor mai complexe aplicații web din web-ul dinamic, cum ar fi comerțul electronic, dar și crearea de rețele sociale. Un dezvoltator web priceput poate realiza orice aplicație web, exploatând cele mai relevante tehnologii atât pe partea de server, cât și pe partea clientului.
Figura dezvoltatorului web devine din ce în ce mai importantă din cauza tendinței actuale de a transfera aplicații desktop pe web și a permite utilizatorului să acceseze datele lor independent de computer și de locul în care lucrează. În ultimii ani, a devenit din ce în ce mai clar că un site web poate avea succes atunci când este util pentru utilizator, atunci când este capabil să efectueze funcții avansate și personalizate. Fără suportul unui dezvoltator web, aceste rezultate sunt greu de obținut.
În industria internetului se creează tot mai multe figuri specializate cu abilități mai multe și mai specifice. Dezvoltatorul web are o povară tot mai mare în cadrul echipei care se ocupă cu dezvoltarea site-urilor web, forma sa fiind indispensabilă pentru a oferi servicii cu adevărat utile și produse din punct de vedere tehnic pentru companie și utilizatori.

## Competențe
Un dezvoltator web are abilități în:
- Limbaje de marcare, cum ar fi HTML sau XHTML,  Cascading Style Sheets (CSS), Extensible Markup Language (XML), cunoașterea DOM
- Limbaje de scriere pe partea de server (server-side), cum ar fi Perl, Python, PHP, Ruby, ASP.NET etc. precum și limbaje compilate, precum Java, C, C++
- Limbaje de scriere pe partea de client (client-side),  cum ar fi JavaScript (derivat din ECMAScript), Java și ActionScript
- Sisteme de management al bazelor de date relaționale (RDBMS) precum MySQL, Microsoft SQL Server, baze de date Oracle, PostgreSQL, etc.
- Sisteme și rețele.